# Шалимова, Клавдия Васильевна
 Клавдия Васильевна Шалимова  (13 [26] июня 1913 — 22 сентября 2000, Москва) — советский физик, специалист в области полупроводников, доктор физико-математических наук (1953), профессор, заслуженный деятель науки и техники РСФСР (1983).

## Биография
Клавдия Васильевна Шалимова родилась 13 июня 1913 года в городе Кочетовка в Донбассе[уточнить]. В 1927—1931 годах работала электромонтёром в родном городе, училась на рабфаке. В 1932 году уехала в Москву на работу в представительство завода Запорожсталь. В 1933 году поступила учиться на физический факультет Московского государственного университета, окончила МГУ в 1938 году.
После окончания университета, с 1938 по 1939 год работала начальником радиомаяка на мысе Шмидта на Чукотке, преподавала в педагогическом институте[уточнить].
В конце 1939 года уехала в Новосибирск, до 1943 года работала там школьным учителем, затем — преподавателем в Новосибирском педагогическом институте. Училась в аспирантуре Томского государственного университета. В 1946 году защитила кандидатскую диссертацию по кристаллофосфорам («Зависимость интенсивности люминесценции KJ/Tl от длины волны возбуждающего света при разных температурах»). В 1950 году уехала в Москву и поступила в докторантуру (научный руководитель — академик С. И. Вавилов). В апреле 1953 года защитила докторскую диссертацию «Фотолюминесценция сублимат-фосфоров».
В 1953 году была назначена директором Московского механического института (ММИ), который в октябре 1953 года был переименован в Московский инженерно-физический институт (МИФИ).
В августе 1954 года директор Московского инженерно-физического института, профессор К. В. Шалимова была назначена заведующей новой кафедрой «Полупроводники». В 1956 году кафедра вместе с оборудованием, преподавателями и студентами была переведена в Московский энергетический институт и получила название «Полупроводниковые приборы». К. В. Шалимова до 1988 года продолжала заведовать кафедрой уже в МЭИ. На кафедру были привлечены учёные из МГУ, ФИАНа, других институтов Академии наук и промышленности; студенты, начиная с 4-го курса, вели научно-исследовательскую работу в ведущих организациях столицы.
В то время в МЭИ перспективными направлениями в полупроводниковой электронике считалось исследование люминесценции кристаллофосфоров, разработка тонкоплёночных диодов и транзисторов. Для их создания лаборатории кафедры оснащались новейшим оборудованием (напылительные установки, электронографы, рентгеновские дифрактометры, электронные микроскопы, оптические спектрографы и др.). Наличие такого оборудования позволяло проводить научную работу, которая постепенно становилась основой кандидатских, а потом докторских диссертаций. Под научным руководством К. В. Шалимовой в МЭИ было защищено 45 кандидатских диссертаций.
Клавдия Васильевна Шалимова скончалась 22 сентября 2000 года в Москве.

## Награды и звания
- Заслуженный деятель науки и образования СССР.
- Орден «Трудового Красного Знамени».
- Орден «Знак Почёта».
- Пять медалей.

## Избранные труды
- Шалимова К. В. Физика полупроводников. Учебное пособие для студентов вузов. — М.: Энергия, 1971. — 311 с.
  - Шалимова К. В. Физика полупроводников. Учебное пособие для студентов вузов. — М.: Энергоатомиздат, 1986. — 3-е изд., перераб. и доп. — 392 с.

### под редакцией
- Специальный практикум по полупроводникам и полупроводниковым приборам / Под ред. проф. К. В. Шалимовой. — Москва ; Ленинград : Госэнергоиздат, 1962. — 304 с. : ил.
- Практикум по полупроводникам и полупроводниковым приборам : [Для вузов по спец. полупроводниковой техники] / Под ред. проф. д-ра физ.-мат. наук К. В. Шалимовой. — Москва : Высш. школа, 1968. — 464 с. : ил.